# أندي بيشوب (دراج)
أندي بيشوب (بالإنجليزية: Andy Bishop)‏ هو دراج أمريكي، ولد في 26 مايو 1965 في توسان في الولايات المتحدة.

## وصلات خارجية
- أندي بيشوب على موقع أرشيف الدراجات (الإنجليزية)
- أندي بيشوب على موقع إحصائيات الدراجات الإحترافية (الإنجليزية)